# Grand Prix Formule 1 van de Verenigde Staten West 1981
De Grand Prix Formule 1 van de Verenigde Staten West 1981 werd gehouden op 15 maart 1981 in Long Beach.

## Uitslag
| Positie | Nr | Rijder              | Team            | Ronden | Tijd/Opgave    | Startplaats | Punten |
| ------- | -- | ------------------- | --------------- | ------ | -------------- | ----------- | ------ |
| 1       | 1  | Alan Jones          | Williams-Ford   | 80     | 1:50:41.33     | 2           | 9      |
| 2       | 2  | Carlos Reutemann    | Williams-Ford   | 80     | + 9.19         | 3           | 6      |
| 3       | 5  | Nelson Piquet       | Brabham-Ford    | 80     | + 34.92        | 4           | 4      |
| 4       | 22 | Mario Andretti      | Alfa Romeo      | 80     | + 49.31        | 6           | 3      |
| 5       | 3  | Eddie Cheever       | Tyrrell-Ford    | 80     | + 1:06.70      | 8           | 2      |
| 6       | 33 | Patrick Tambay      | Theodore-Ford   | 79     | + 1 Ronde      | 17          | 1      |
| 7       | 21 | Chico Serra         | Fittipaldi-Ford | 78     | + 2 Rondes     | 18          |        |
| 8       | 16 | René Arnoux         | Renault         | 77     | + 3 Rondes     | 20          |        |
| NF      | 14 | Marc Surer          | Ensign-Ford     | 70     | Benzinesysteem | 19          |        |
| NF      | 28 | Didier Pironi       | Ferrari         | 67     | Benzinesysteem | 11          |        |
| NF      | 25 | Jean-Pierre Jarier  | Ligier-Matra    | 64     | Brandstofpomp  | 10          |        |
| NF      | 6  | Héctor Rebaque      | Brabham-Ford    | 49     | Ongeluk        | 15          |        |
| NF      | 23 | Bruno Giacomelli    | Alfa Romeo      | 41     | Botsing        | 9           |        |
| NF      | 26 | Jacques Laffite     | Ligier-Matra    | 41     | Botsing        | 12          |        |
| NF      | 20 | Keke Rosberg        | Fittipaldi-Ford | 41     | Motor          | 16          |        |
| NF      | 9  | Jan Lammers         | ATS-Ford        | 41     | Botsing        | 21          |        |
| NF      | 29 | Riccardo Patrese    | Arrows-Ford     | 33     | Benzinesysteem | 1           |        |
| NF      | 32 | Beppe Gabbiani      | Osella-Ford     | 26     | Ongeluk        | 24          |        |
| NF      | 12 | Nigel Mansell       | Lotus-Ford      | 25     | Ongeluk        | 7           |        |
| NF      | 27 | Gilles Villeneuve   | Ferrari         | 17     | Aandrijving    | 5           |        |
| NF      | 7  | John Watson         | McLaren-Ford    | 16     | Remmen         | 23          |        |
| NF      | 11 | Elio de Angelis     | Lotus-Ford      | 13     | Ongeluk        | 13          |        |
| NF      | 15 | Alain Prost         | Renault         | 0      | Botsing        | 14          |        |
| NF      | 8  | Andrea de Cesaris   | McLaren-Ford    | 0      | Botsing        | 22          |        |
| NQ      | 4  | Kevin Cogan         | Tyrrell-Ford    |        |                |             |        |
| NQ      | 17 | Derek Daly          | March-Ford      |        |                |             |        |
| NQ      | 31 | Miguel Angel Guerra | Osella-Ford     |        |                |             |        |
| NQ      | 30 | Siegfried Stohr     | Arrows-Ford     |        |                |             |        |
| NQ      | 18 | Eliseo Salazar      | March-Ford      |        |                |             |        |

## Statistieken
| Pole-position | Riccardo Patrese | Arrows-Ford       | 1:19.399 |
| Snelste ronde | Alan Jones       | Team McLaren-Ford | 1:20.901 |

## Noot
- Dit was het debuut van de Argentijnse coureur Miguel Ángel Guerra, de Braziliaanse coureur Chico Serra, de Italiaanse coureur Siegfried Stohr en de Chileense coureur Eliseo Salazar - de eerste Chileen in de Formule 1.
- Eerste pole position voor Riccardo Patrese.
- Dit was de vijfentwintigste Grand Prix-winst voor een Australische coureur.

Grand Prix Formule 1 van de Verenigde Staten: 1908 · 1910 · 1911 · 1912 · 1914 · 1915 · 1916 · 1959 · 1960 · 1961 · 1962 · 1963 · 1964 · 1965 · 1966 · 1967 · 1968 · 1969 · 1970 · 1971 · 1972 · 1973 · 1974 · 1975 · 1976 · 1977 · 1978 · 1979 · 1980 · 1989 · 1990 · 1991 · 2000 · 2001 · 2002 · 2003 · 2004 · 2005 · 2006 · 2007 · 2012 · 2013 · 2014 · 2015 · 2016 · 2017 · 2018 · 2019 · 2021 · 2022 · 2023 · 2024 · 2025 · 2026

Indianapolis 500: 1950 · 1951 · 1952 · 1953 · 1954 · 1955 · 1956 · 1957 · 1958 · 1959 · 1960

Grand Prix Formule 1 van de Verenigde Staten West: 1976 · 1977 · 1978 · 1979 · 1980 · 1981 · 1982 · 1983

Grand Prix Formule 1 van Las Vegas: 1981 · 1982 · 2023 · 2024 · 2025

Grand Prix Formule 1 van de Verenigde Staten Oost: 1982 · 1983 · 1984 · 1985 · 1986 · 1987 · 1988

Grand Prix Formule 1 van Dallas: 1984

Grand Prix Formule 1 van Miami: 2022 · 2023 · 2024 · 2025 · 2026 · 2027 · 2028 · 2029 · 2030 · 2031 · 2032 · 2033 · 2034 · 2035 · 2036 · 2037 · 2038 · 2039 · 2040 · 2041